# Canton de Renaison
Le canton de Renaison est une circonscription électorale française du département de la Loire.

## Histoire
Un nouveau découpage territorial de la Loire entre en vigueur à l'occasion des élections départementales de 2015. Il est défini par le décret du 26 février 2014, en application des lois du 17 mai 2013 (loi organique 2013-402 et loi 2013-403). Les conseillers départementaux sont, à compter de ces élections, élus au scrutin majoritaire binominal mixte. Les électeurs de chaque canton élisent au Conseil départemental, nouvelle appellation du Conseil général, deux membres de sexe différent, qui se présentent en binôme de candidats. Les conseillers départementaux sont élus pour 6 ans au scrutin binominal majoritaire à deux tours, l'accès au second tour nécessitant 12,5 % des inscrits au 1er tour. En outre la totalité des conseillers départementaux est renouvelée. Ce nouveau mode de scrutin nécessite un redécoupage des cantons dont le nombre est divisé par deux avec arrondi à l'unité impaire supérieure si ce nombre n'est pas entier impair, assorti de conditions de seuils minimaux. Dans la Loire, le nombre de cantons passe ainsi de 40 à 21.
Le canton de Renaison est formé de communes des anciens cantons de Saint-Haon-le-Châtel (12 communes), de Saint-Just-en-Chevalet (10 communes), de La Pacaudière (9 communes) et de Roanne-Sud (5 communes). Il est entièrement inclus dans l'arrondissement de Roanne. Le bureau centralisateur est situé à Renaison.

## Représentation
| Période élective | Période élective | Mandat | Mandat   | Identité                 | Nuance | Nuance | Qualité |
| ---------------- | ---------------- | ------ | -------- | ------------------------ | ------ | ------ | --- |
| 2015             | 2021             | 2015   | 2021     | Violette Auberger        |        | FG     | Artisan savonnier à Champoly |
| 2015             | 2021             | 2015   | 2021     | Jean Bartholin           |        | DVG    | Conseiller général du canton de Saint-Haon-le-Châtel (1998-2015) Président de la communauté de communes de la Côte roannaise (jusqu'en 2013)                                                                    |
| 2021             | 2028             | 2021   | en cours | Huguette Burelier        |        | DVD    | Comptable, Maire de Saint-Priest-la-Prugne de 2001 à 2020, ancienne conseillère générale du canton de Saint-Just-en-Chevalet (2011-2015)                                                                        |
| 2021             | 2028             | 2021   | en cours | Antoine Vermorel-Marques |        | LR     | Attaché parlementaire de Damien Abad Adjoint au maire de Renaison (2020-2022) Vice-président de Roannais Agglomération chargé du tourisme (2020-2022) Député de la 5e circonscription de la Loire (depuis 2022) |

### Résultats détaillés

#### Élections de mars 2015
À l'issue du 1er tour des élections départementales de 2015, trois binômes sont en ballottage : Violette Auberger et Jean Bartholin (DVG,,33,05 %), Huguette Burelier et Christophe Loppin (UMP, 32,85 %) et Gilles Fouillat et Lucette Verniere (FN, 28,46 %). Le taux de participation est de 53,47 % (12 229 votants sur 22 870 inscrits) contre 48,48 % au niveau départemental et 50,17 % au niveau national.
Au second tour, Violette Auberger et Jean Bartholin (DVG) sont élus avec 37,58 % des suffrages exprimés et un taux de participation de 57,2 % (4 758 voix pour 13 081 votants et 22 868 inscrits).

##### Couleur politique des anciens conseillers départementaux
Il est à noter que Jean Bartholin et Violette Auberger étaient les seuls candidats soutenus par le Front de gauche en 2015. Dans un communiqué, le Front de gauche indiquait que « pour le deuxième tour, aucun binôme ne représentera ce que nous défendons, à l'exception de Jean Bartholin et Violette Auberger que nous soutenons sur le canton de Renaison. » peut on lire dans Le Progrès du 26 mars 2015.
Au cours de leur mandat, Jean Bartholin et Violette Auberger ont pris plusieurs fois positions pour des élus de gauche voire d'extrême gauche. 
En 2015, Violette Auberger déclare "faire partie de l'association Front de gauche Loire Nord dans le Progrès du dimanche 5 avril 2015.
En 2016, lors des primaires de la gauche, Jean Bartholin déclare dans le Progrès que son parrainage ira "probablement (pour) Hamon, même si j'ai pensé aussi à Peillon. J'y vais surtout pour faire barrage aux néolibéraux comme Valls.". 
Dans le Pays roannais du jeudi 27 juillet 2017, Jean Bartholin a ainsi apporté son soutien à Cécile Cukierman, sénatrice communiste de la Loire.

#### Élections de juin 2021
Le premier tour des élections départementales de 2021 est marqué par un faible taux de participation (33,26 % au niveau national). Dans le canton de Renaison, ce taux de participation est de 35,82 % (8 346 votants sur 23 297 inscrits) contre 30,05 % au niveau départemental. À l'issue de ce premier tour, deux binômes sont en ballottage : Huguette Burelier et Antoine Vermorel-Marques (DVD, 49,26 %) et Christine Araneo et Michel Savatier (DVG, 33,76 %). 
Le second tour des élections est marqué une nouvelle fois par une abstention importante. Les taux de participation sont de 34,36 % au niveau national, 31,31 % dans le département et 36,75 % dans le canton de Renaison. Huguette Burelier et Antoine Vermorel-Marques (DVD) sont élus avec 63,07 % des suffrages exprimés (5 034 voix pour 8 564 votants et 23 303 inscrits),,. Malgré la faible participation, l'écart entre les candidats conduit Huguette Burelier et Antoine Vermorel-Marques à être mieux élus que les précédents vainqueurs de 2015 : 5 034 voix au second tour en 2021 contre 4 758 voix en 2015.

## Composition
Le canton de Renaison comprend trente-six communes.
| Nom                                | Code Insee | Intercommunalité          | Superficie (km2) | Population (dernière pop. légale) | Densité (hab./km2) | Modifier                                    |
| ---------------------------------- | ---------- | ------------------------- | ---------------- | --------------------------------- | ------------------ | ------------------------------------------- |
| Renaison (bureau centralisateur)   | 42182      | CA Roannais Agglomération | 23,04            | 3 220 (2022)                      | 140                | modifier les données · modifier les données |
| Ambierle                           | 42003      | CA Roannais Agglomération | 30,76            | 1 877 (2022)                      | 61                 | modifier les données · modifier les données |
| Arcon                              | 42008      | CA Roannais Agglomération | 19,19            | 110 (2022)                        | 5,7                | modifier les données · modifier les données |
| Champoly                           | 42047      | CC du Pays d'Urfé         | 14,89            | 315 (2022)                        | 21                 | modifier les données · modifier les données |
| Changy                             | 42049      | CA Roannais Agglomération | 13,67            | 680 (2022)                        | 50                 | modifier les données · modifier les données |
| Chausseterre                       | 42339      | CC du Pays d'Urfé         | 16,58            | 213 (2022)                        | 13                 | modifier les données · modifier les données |
| Cherier                            | 42061      | CC du Pays d'Urfé         | 28,11            | 522 (2022)                        | 19                 | modifier les données · modifier les données |
| Cremeaux                           | 42076      | CC du Pays d'Urfé         | 33,32            | 913 (2022)                        | 27                 | modifier les données · modifier les données |
| Le Crozet                          | 42078      | CA Roannais Agglomération | 13,31            | 240 (2022)                        | 18                 | modifier les données · modifier les données |
| Juré                               | 42116      | CC du Pays d'Urfé         | 12,07            | 245 (2022)                        | 20                 | modifier les données · modifier les données |
| Lentigny                           | 42120      | CA Roannais Agglomération | 11,30            | 1 794 (2022)                      | 159                | modifier les données · modifier les données |
| Noailly                            | 42157      | CA Roannais Agglomération | 31,45            | 814 (2022)                        | 26                 | modifier les données · modifier les données |
| Les Noës                           | 42158      | CA Roannais Agglomération | 15,68            | 208 (2022)                        | 13                 | modifier les données · modifier les données |
| Ouches                             | 42162      | CA Roannais Agglomération | 10,12            | 1 150 (2022)                      | 114                | modifier les données · modifier les données |
| La Pacaudière                      | 42163      | CA Roannais Agglomération | 20,61            | 1 070 (2022)                      | 52                 | modifier les données · modifier les données |
| Pouilly-les-Nonains                | 42176      | CA Roannais Agglomération | 10,23            | 2 165 (2022)                      | 212                | modifier les données · modifier les données |
| Sail-les-Bains                     | 42194      | CA Roannais Agglomération | 21,11            | 208 (2022)                        | 9,9                | modifier les données · modifier les données |
| Saint-Alban-les-Eaux               | 42198      | CA Roannais Agglomération | 7,75             | 909 (2022)                        | 117                | modifier les données · modifier les données |
| Saint-André-d'Apchon               | 42199      | CA Roannais Agglomération | 13,44            | 1 942 (2022)                      | 144                | modifier les données · modifier les données |
| Saint-Bonnet-des-Quarts            | 42203      | CA Roannais Agglomération | 32,45            | 338 (2022)                        | 10                 | modifier les données · modifier les données |
| Saint-Forgeux-Lespinasse           | 42220      | CA Roannais Agglomération | 16,19            | 594 (2022)                        | 37                 | modifier les données · modifier les données |
| Saint-Germain-Lespinasse           | 42231      | CA Roannais Agglomération | 15,00            | 1 222 (2022)                      | 81                 | modifier les données · modifier les données |
| Saint-Haon-le-Châtel               | 42232      | CA Roannais Agglomération | 0,87             | 630 (2022)                        | 724                | modifier les données · modifier les données |
| Saint-Haon-le-Vieux                | 42233      | CA Roannais Agglomération | 16,34            | 961 (2022)                        | 59                 | modifier les données · modifier les données |
| Saint-Jean-Saint-Maurice-sur-Loire | 42239      | CA Roannais Agglomération | 23,57            | 1 155 (2022)                      | 49                 | modifier les données · modifier les données |
| Saint-Just-en-Chevalet             | 42248      | CC du Pays d'Urfé         | 29,19            | 1 145 (2022)                      | 39                 | modifier les données · modifier les données |
| Saint-Marcel-d'Urfé                | 42255      | CC du Pays d'Urfé         | 13,92            | 269 (2022)                        | 19                 | modifier les données · modifier les données |
| Saint-Martin-d'Estréaux            | 42257      | CA Roannais Agglomération | 29,60            | 850 (2022)                        | 29                 | modifier les données · modifier les données |
| Saint-Priest-la-Prugne             | 42276      | CC du Pays d'Urfé         | 36,68            | 412 (2022)                        | 11                 | modifier les données · modifier les données |
| Saint-Rirand                       | 42281      | CA Roannais Agglomération | 16,43            | 130 (2022)                        | 7,9                | modifier les données · modifier les données |
| Saint-Romain-d'Urfé                | 42282      | CC du Pays d'Urfé         | 15,00            | 235 (2022)                        | 16                 | modifier les données · modifier les données |
| Saint-Romain-la-Motte              | 42284      | CA Roannais Agglomération | 27,56            | 1 423 (2022)                      | 52                 | modifier les données · modifier les données |
| La Tuilière                        | 42314      | CC du Pays d'Urfé         | 31,09            | 273 (2022)                        | 8,8                | modifier les données · modifier les données |
| Urbise                             | 42317      | CA Roannais Agglomération | 15,50            | 116 (2022)                        | 7,5                | modifier les données · modifier les données |
| Villemontais                       | 42331      | CA Roannais Agglomération | 12,73            | 1 045 (2022)                      | 82                 | modifier les données · modifier les données |
| Vivans                             | 42337      | CA Roannais Agglomération | 25,16            | 231 (2022)                        | 9,2                | modifier les données · modifier les données |
| Canton de Renaison                 | 4209       |                           | 703,91           | 29 624 (2022)                     | 42                 | modifier les données                        |

## Démographie
En 2022, le canton comptait 29 624 habitants, en évolution de −0,05 % par rapport à 2016 (Loire : +1,32 %, France hors Mayotte : +2,11 %).
| 2013   | 2018   | 2022   |
| ------ | ------ | ------ |
| 28 961 | 29 708 | 29 624 |